# Hashomer Hatzair
Hashomer Hatzair (ebraico: השומר הצעיר, translitterato anche Hashomer Hatsair o HaShomer HaTzair, in italiano Il giovane guardiano) è un movimento giovanile ispirato al Sionismo socialista fondato nel 1913 in Galizia (oggi in Polonia) ed è stato anche il nome del partito politico corrispondente che prese piede negli Yishuv prima che, nel 1948, la Palestina cessasse di essere un mandato britannico.

## Origini
Il movimento nacque dalla fusione di due gruppi, Hashomer ("Il guardiano") un movimento scout sionista, e Ze'irei Zion ("I giovani di Sion"), un circolo ideologico che studiava il sionismo, il socialismo e la storia dell'ebraismo. Hashomer Hatzair è il più antico movimento giovanile sionista tuttora esistente. Inizialmente di ispirazione marxista, il movimento fu influenzato dalle idee di Ber Borochov, Gustav Wyneken e Robert Baden-Powell, ma si rifaceva anche al movimento tedesco Wandervogel. Il movimento riteneva che la liberazione della gioventù ebrea sarebbe stato raggiunto per mezzo dell'aliya ("emigrazione") in Palestina, dove il popolo ebraico avrebbe vissuto nei kibbutz. Dopo la prima guerra mondiale il movimento si diffuse fra le comunità ebraiche in tutto il mondo come movimento scout.
I primi membri del movimento si insediarono nel Mandato britannico della Palestina nel 1919. Nel 1927 i quattro kibbutz fondati dal movimento si unirono per dare vita alla federazione Kibbutz Artzi. Il movimento costituì anche un partito con lo stesso nome che proponeva per la Palestina la soluzione dello Stato binazionale, una sola nazione con condizioni di uguaglianza fra arabi ed ebrei. Coerentemente con questa linea, nel 1942 il partito votò contro il programma di Biltmore.
Nel 1936, il movimento lanciò negli Yishuv un partito politico (la Lega socialista della Palestina) concepito per rappresentare i membri e i sostenitori del movimento stesso e i kibbutz nelle organizzazioni politiche di Israele. Presto la Lega fu percepita come una sola cosa con il movimento e fu l'unico partito sionista ad accettare gli arabi come uguali, a sostenere i diritti degli arabi e a difendere la soluzione dello Stato binazionale. Negli anni trenta del XX secolo, insieme al Mapai, scelse di aderire al Centro rivoluzionario marxista internazionale piuttosto che alla più nota Internazionale dei laburisti e dei socialisti.

## La crescita e l'Olocausto
Nel 1939 Hashomer Hatzair aveva 70.000 iscritti nel mondo. La base del movimento era nell'Europa orientale. Con l'avvento della Seconda guerra mondiale e l'Olocausto, l'attenzione del movimento si spostò dagli insediamenti in Palestina alla resistenza anti-nazista. Mordechaj Anielewicz, leader del movimento a Varsavia, divenne capo della Żydowska Organizacja Bojowa, l'Organizzazione ebraica di combattimento, e guidò la rivolta del ghetto di Varsavia. Altri membri del movimento furono protagonisti della resistenza in Ungheria, Lituania e Slovacchia. In Romania i leader di Hashomer Hatzair furono arrestati e condannati a morte per attività anti-fasciste.
Dopo la guerra, il movimento contribuì a organizzare l'immigrazione illegale dei rifugiati ebrei in Palestina. Alcuni componenti aderirono all'organizzazione paramilitare Haganah e nel Palmach.

## Il movimento oggi

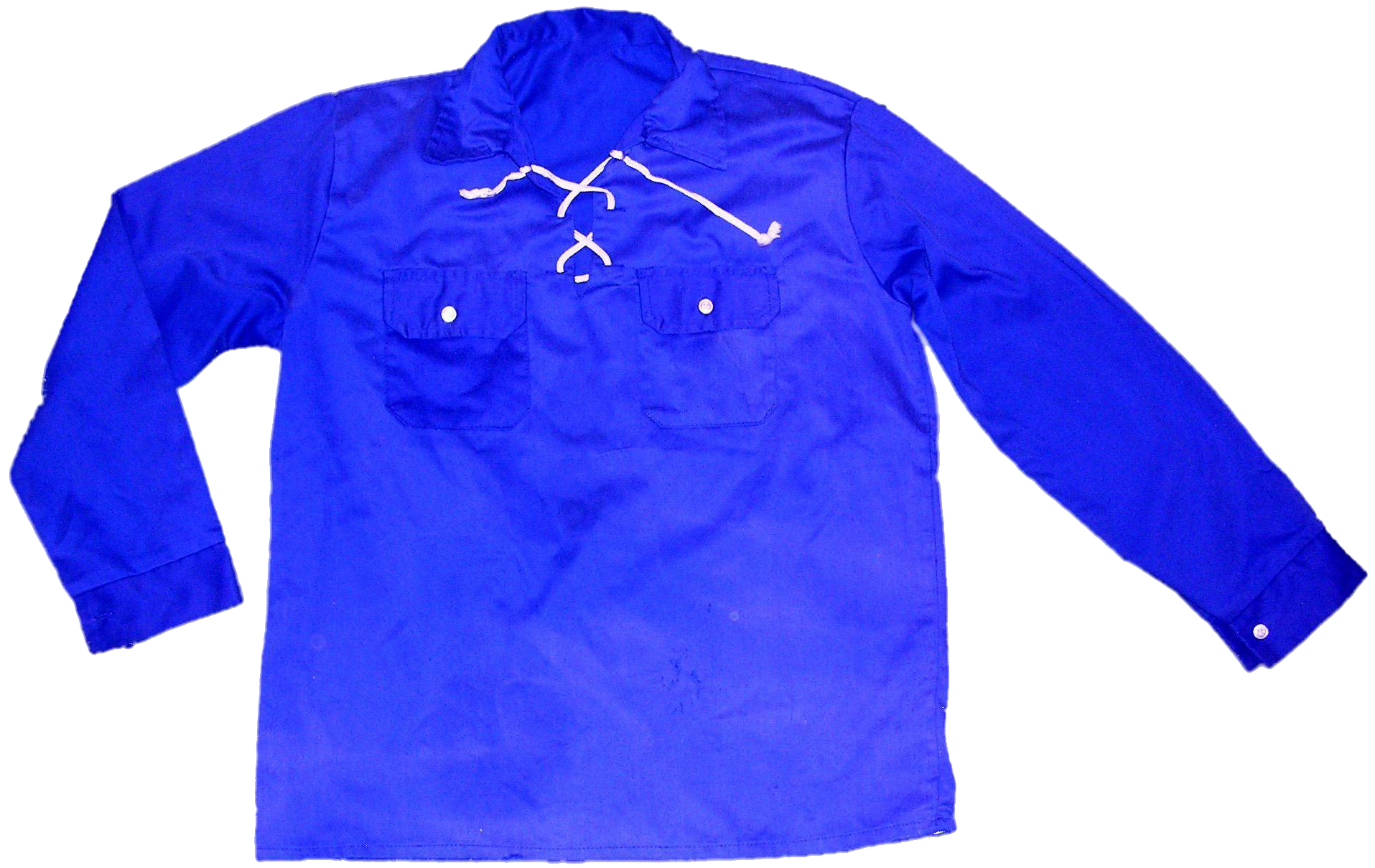
La Hulzà Shomrit dell'Hashomer Hatzair

Oggi Hashomer Hatzair è un movimento giovanile che opera a livello internazionale. In Europa, America Latina e Australia, il movimento organizza attività e campi estivi (machanot) per i giovani. Le attività sono relativamente ideologizzate, ma nel corso degli anni si sono adattate alle esigenze delle comunità moderne, profondamente differenti dal contesto in cui Hashomer Hatzair fu creato.
Il movimento ha 7.000 membri all'estero di Israele che partecipano a campi-scuola in Polonia, Germania, Canada, Stati Uniti d'America, Messico, Venezuela, Brasile, Argentina. Uruguay, Cile, Francia, Spagna Belgio. Austria, Italia, Svizzera, Paesi Bassi, Ungheria, Bulgaria, Bielorussia, Ucraina e Australia.
Ne hanno fatto parte personaggi famosi come Arik Einstein, Tony Cliff, Ernest Mandel, Mordechaj Anielewicz, Abraham Léon, Benny Morris, Eliane Karp, Leopold Trepper, Amnon Linn, Abba Hushi, Sam Spiegel, Irv Weinstein, Manès Sperber, Zofia Poznańska, José Gurvich e anche Isser Harel e Menachem Begin (che hanno aderito al movimento prima di passare rispettivamente al Mapai e al movimento di destra Betar) e il rabbino di Kerem B'Yavneh Avraham Rivlin. Noam Chomsky era un simpatizzante del movimento e ha lavorato con esso, pur non avendo mai aderito.
Con la fusione del Movimento Kibbutz Uniti e di Kibbutz Artzi, il movimento e la giovanile del MKU (Habonim Dror), un tempo rivali, hanno collaborato in molti paesi. I movimenti condividono una sede a New York.

### Israele
Dopo la guerra arabo-israeliana del 1948, il partito Hashomer Hatzair si fuse con altri soggetti di sinistra per dar vita al Mapam. In Israele il movimento si è schierato tradizionalmente con il Mapam e poi col Meretz, ma non con il Meretz-Yachad, a causa dei rapporti della Kibbutz Artzi con il Partito Laburista Israeliano. Con Meretz-Yachad, al di là di un sostegno formale, vi è comunque una comunanza di vedute.

### Italia
Hashomer Hatzair ha sei kenim (sezioni, letteralmente "nidi"): a Roma (Yad Mordechai), Milano (Holit Andrea), Firenze (Nirim), Torino (Deganià), Bologna e Napoli . A metà degli anni Settanta è stato attivo anche un ken a Venezia. Il ken di Roma è il più grande contando fino a 150 presenze il sabato. I gruppi (kvutzot) sono organizzati per livelli di età e portano i nomi dei kibbutz di Israele. Vengono svolti due campeggi l'anno durante le vacanze invernali(machanè choref) e durante quelle estive(machanè kaits). I giovani che hanno completati gli studi ogni anno trascorrono un periodo di dieci mesi (Shnat) in Israele, per poi tornare ed aiutare il movimento giovanile dopo la loro esperienza, detti shlichonim.

### Australia
In Australia il movimento ha sede a Melbourne. Fu fondato nel 1954 in seguito ad una scissione di Habonim Dror. Per un breve periodo, negli anni sessanta del XX secolo c'è stata una sezione (ken) a Sydney, poi chiusa per mancanza di iscritti. Molti dei leader (bogrim) della prima fase della sezione australiana del movimento si sono stabiliti nel Kibbutz Nirim. L'edificio di Melbourne che ospita il movimento è noto col nome di Beit Anielewicz. Il movimento organizza campi-scuola annuali nell'outback australiano.
Attualmente il movimento conta su un centinaio di membri, che basano la loro attività sul sostegno alla comunità. I gruppi (kvutzot) sono organizzati per livelli di età e portano i nomi dei kibbutz di Israele. I nomi attuali sono: Ga'ash, Sasa, Samar, Gazit, Nir-Oz e Mishmar HaEmeq.
I giovani che hanno completati gli studi ogni anno trascorrono un periodo di dieci mesi (Shnat) in Israele.

### Austria
Fondata negli anni dieci del XX secolo, il ken austriaco (ken "Tel Amal") è il più antico fuori da Israele.

### Belgio
Hashomer Hatsaïr fu fondata in Belgio nel 1920. Oggi ha circa 250 membri e organizza quattro campi-scuola all'anno, spesso in Francia e Paesi Bassi. La sezione di Liegi, divenuta troppo piccola, negli ultimi anni è stata chiusa.

### Messico
In Messico Hashomer Hatzair è stato fondato nel 1940. La ken locale ha sede nel sobborgo di Polanco, nella parte occidentale di Città del Messico.

### Sudafrica
Hashomer Hatzair è stato attivo in Sudafrica fino agli anni ottanta del XX secolo, quando il governo lo mise al bando e arrestò alcuni degli iscritti per l'attivismo anti-apartheid del movimento.

### USA e Canada
Negli Stati Uniti e in Canada i campi estivi vengono organizzati durante le vacanze estive. I due campi estivi si tengono a Liberty, nel New York e a Perth, nell'Ontario e si chiamano entrambi Camp Shomria. Le attività si concentrano sulla promozione del processo di pace e del ritiro dalla striscia di Gaza e dalla Cisgiordania. Gli obiettivi dichiarati sono la creazione di un mondo equo attraverso il socialismo e l'uguaglianza. Anche negli Stati Uniti Hashomer Hatzair ha un programma che invia gli allievi per dieci mesi in Israele. Hashomer Hatzair ha collaborato con Habonim Dror e altri gruppi sionisti di sinistra per formare il network Union of Progressive Zionists.

### Germania
Dopo la seconda guerra mondiale i movimenti giovanili sionisti decisero di non mettere più piede in Germania. A settembre del 2011 dopo 66 anni di chiusura viene decisa la riapertura del Ken di Berlino, ufficializzata nell'agosto 2012, con una cerimonia tenutasi nella città stessa, a cui hanno partecipato alcune kwutzot (gruppi interni al movimento divisi per età), provenienti da Europa e nord America. Il ken di Berlino è stato ufficialmente riaperto nel settembre 2012.